# ナイチンゲール誓詞

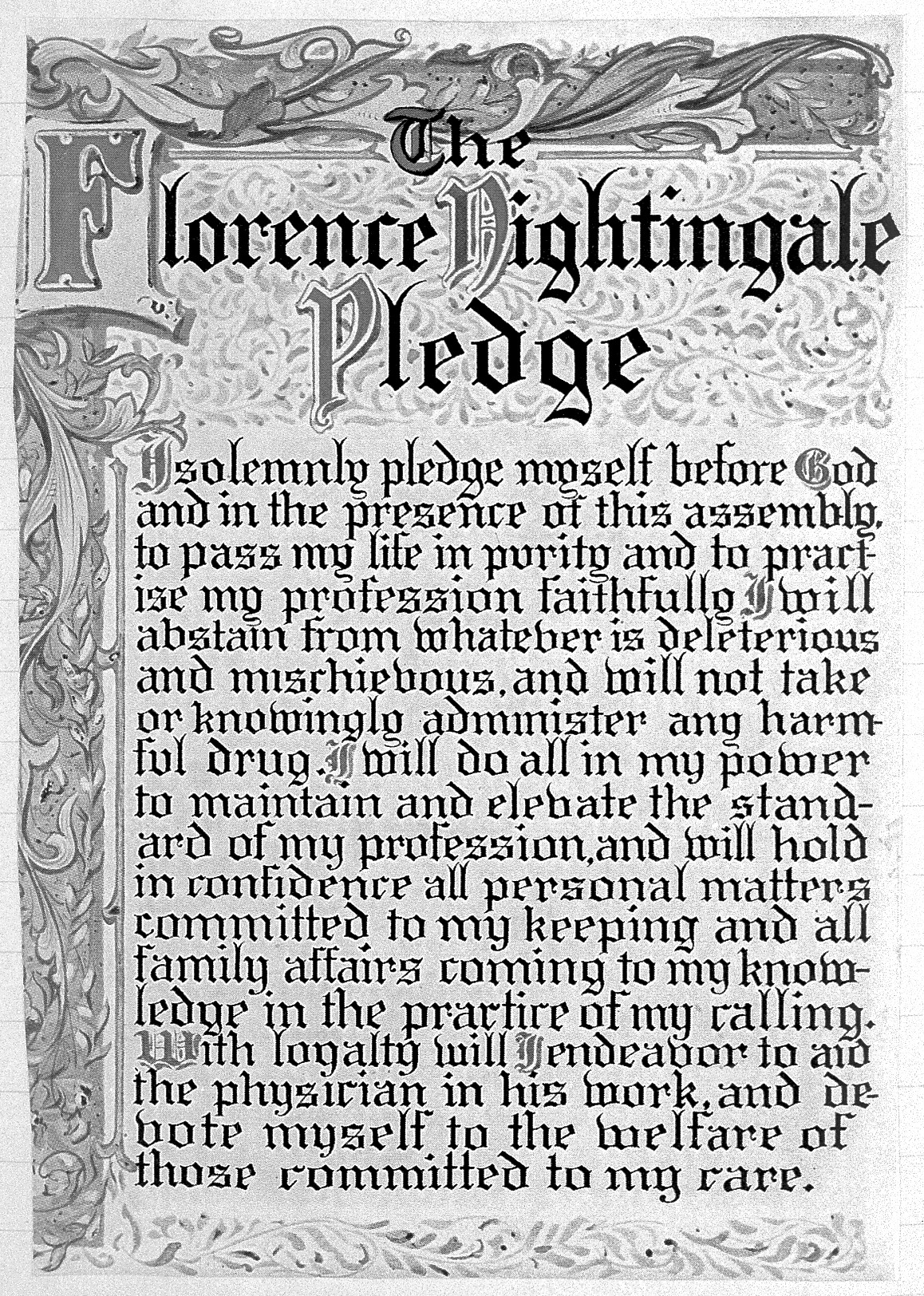
ナイチンゲールの誓約

ナイチンゲール誓詞（ないちんげーるせいし、英: Nightingale Pledge）とは、現代看護の創始者フローレンス・ナイチンゲールの偉業を讃え、1893年アメリカ合衆国ミシガン州デトロイト市にあるハーパー病院（Harper Hospital）のファーランド看護学校 (Farrand Training School for Nurses) の校長リストラ・グレッターを委員長とする委員会で「ヒポクラテスの誓い」の内容を元に作成されたものである。
ただ、グレッター自身はその誓詞を「理念の背後にある動き続ける精神（the moving spirit behind the idea）」と考えていた。また、ナイチンゲール本人も、その代表的な著作「看護覚え書き」の中において「私たちの場合『誓い』を立ててこの道に入ったりしない」「真の気持ちは厭世や失恋などとまったく別のものであると自覚するためにわざわざあえて『誓い』を立てる必要があるのか」「そんな次元の低いものと見なしているのだろうか」と述べている。
その後、ナイチンゲール誓詞はアメリカにおける看護倫理および原則の表明となり、「害をなさず」、「病気になっている人が困っているときにいつでもどこでも熱心に看護する」といった誓約を含んでいた。1935年の誓詞の改訂でグレッターは「健康の使命者となる誓い」を含め「人間の福祉健康」向上に捧げる看護師の役割を広げた。
以来、アメリカの看護師は何十年もの間、戴帽式や卒業式などのセレモニーでナイチンゲール誓詞を利用してきた。近年では、アメリカの多くの学校がオリジナル版または1935年版に変更を加え、独自の特定の倫理基準（後述）を参照し、しばしば、より自立した看護職を促進するために「医師への忠誠」という表現を削除したものを利用している。

## 現代

### ANA 看護者の倫理規範（The Code of Ethics for Nurses）
1950年、アメリカ看護協会（ANA）は、初となる「看護者の倫理規範」を採択。これはアメリカの看護者において「交渉不可（nonnegotiable）」な規範とみなされている。この倫理規範は一般的なものから特定分野のガイドラインまで詳細に記述されており、臨床から研究、管理運営、教育などを含む、全64ページに渡るものとなっている。この倫理規範は、後述するナイチンゲール誓詞の現代版にも登場する。
なお、日本においてはこのANAの看護師の倫理規範に相当するものは存在していない。

### ICN 看護者の倫理綱領
1953年、国際看護師協会（ICN）によって採択された。これは、看護においてあるべき倫理的なあるべき姿勢と、看護職一般、日々の実践、および他者との関係について要点をまとめ、国際的な基準となるべく採択された綱領である。

### JNA 看護者の倫理綱領
1988年、日本看護協会による「看護師の倫理規定」、2003年、「ICN 看護師の倫理綱領」にならい「看護者の倫理綱領」へ改訂・改題。内容は基本的事項の簡単な一覧に留まっている。